# 분랴쿠
분랴쿠(文暦, ぶんりゃく)는 일본의 연호(元号) 중 하나이다.
- 전후 : 덴푸쿠(天福) 이후 - 가테이(嘉禎) 이전.
- 시기 : 1234년
- 천황 : 시조 천황
- 쇼군 : 가마쿠라 막부의 후지와라 노 요리쓰네
- 싯켄 : 호조 야스토키

## 개원(改元)
- 덴푸쿠 2년 11월 5일(율리우스력 1234년 11월 27일), 천변지진(天変地震)에 의해 개원.
- 분랴쿠 2년 9월 19일(율리우스력 1235년 11월 1일), 가테이로 개원된다.

## 출전
『문선』의 「皇上以叡文承歷、景屬宸居。」

## 분랴쿠 시기에 일어난 일
- 2년
  - 신초센와카슈(新勅撰和歌集)가 완성.

## 서력과의 대조표
| 분랴쿠 | 원년   | 2년    |
| ------ | ------ | ------ |
| 서력   | 1234년 | 1235년 |
| 간지   | 갑오   | 을미   |

## 같이 보기
- 일본의 연호 일람

| 이전 덴푸쿠 | 일본의 연호 1234년 ~ 1235년 | 다음 가테이 |